# Доня Врба
Доня Врба (хорв. Donja Vrba) — населений пункт у Хорватії, у Бродсько-Посавській жупанії у складі громади Горня Врба.

## Населення
Населення за даними перепису 2011 року становило 599 осіб.
Динаміка чисельності населення поселення:

## Клімат
Середня річна температура становить 11,09 °C, середня максимальна – 25,55 °C, а середня мінімальна – -6,16 °C. Середня річна кількість опадів – 762 мм.
| Клімат поселення                              | Клімат поселення | Клімат поселення | Клімат поселення | Клімат поселення | Клімат поселення | Клімат поселення | Клімат поселення | Клімат поселення | Клімат поселення | Клімат поселення | Клімат поселення | Клімат поселення | Клімат поселення |
| Показник                                      | Січ.             | Лют.             | Бер.             | Квіт.            | Трав.            | Черв.            | Лип.             | Серп.            | Вер.             | Жовт.            | Лист.            | Груд.            |                  |
| Середній максимум, °C                         | 5,86             | 8,24             | 12,82            | 17,38            | 22,39            | 25,45            | 25,55            | 24,87            | 20,81            | 15,46            | 9,60             | 5,51             |                  |
| Середня температура, °C                       | −0,18            | 2,23             | 6,81             | 11,40            | 16,38            | 19,45            | 21,42            | 20,74            | 16,68            | 11,33            | 5,49             | 1,40             |                  |
| Середній мінімум, °C                          | −6,16            | −3,76            | 0,82             | 5,38             | 10,37            | 13,45            | 17,28            | 16,60            | 12,56            | 7,20             | 1,34             | −2,76            |                  |
| Норма опадів, мм                              | 49               | 50               | 45               | 56               | 71               | 97               | 66               | 60               | 53               | 71               | 80               | 64               |                  |
| Середньомісячна швидкість вітру, м/с          | 1.80             | 2.03             | 2.36             | 2.30             | 2.00             | 1.90             | 1.90             | 1.70             | 1.65             | 1.70             | 1.79             | 1.82             |                  |
| Середньомісячна сонячна радіація, кДж/м²·день | 4309             | 6956             | 10913            | 15302            | 19129            | 21170            | 22128            | 20586            | 14941            | 9228             | 4839             | 3591             |                  |
| --------------------------------------------- | ---------------- | ---------------- | ---------------- | ---------------- | ---------------- | ---------------- | ---------------- | ---------------- | ---------------- | ---------------- | ---------------- | ---------------- | ---------------- |
| Джерело:                                      |                  |                  |                  |                  |                  |                  |                  |                  |                  |                  |                  |                  |                  |